# 慕田峪长城
慕田峪长城是中国万里长城的其中著名一段，位于首都北京市怀柔区的军都山中，是明长城北京段的重要组成部分，也是北京旅游的一个胜地，2002年被评为4A级景区，2011年被评为国家5A级旅游景区，现仍有一部分尚未开发，不对游客开放。每年都会有大量中外游客慕名攀登。

## 概述
慕田峪长城的历史要追溯至北齐长城，当时在这里为了抵御北方游牧民族就大规模的修葺了长城防御体系，明朝立国后朱元璋派大将徐达在居庸关和古北口之间设立防御，于是在北齐长城的遗址上新建了长城，永乐二年建关取名慕田峪关，明末大将戚继光等在此守卫京师时多次对慕田峪长城进行了加固。由于战略地位重要以及多次修缮，慕田峪长城成为了明长城保留最为完好的部分之一。新中国建立以来经过多次修复如今成为了长城在北京地区的一处代表性段落。

## 交通

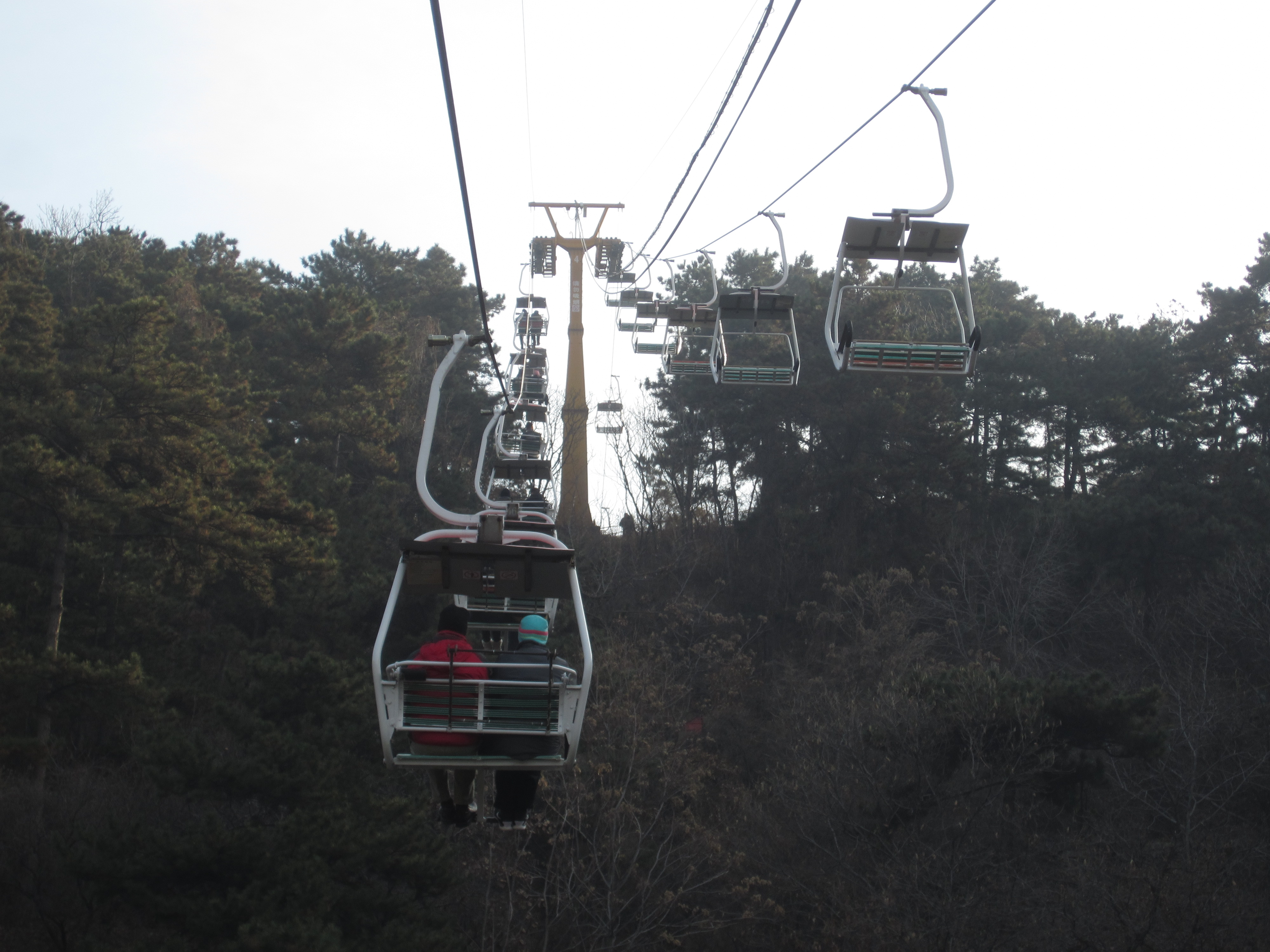
施必德索道

慕田峪长城景区距离北京城区约73千米，据怀柔城区16千米，怀黄公路从景区西南侧穿过，并在交叉口建有慕田峪环岛。环岛旁边建有地下停车场和旅游广场，慕田峪旅游公路将环岛与慕田峪村和登长城的台阶相连。有旅游摆渡车在旅游广场和登城台阶间往返运行，票价为人民币15元。另外景区内有两条架空索道提供，游人能够在索道上体会到慕田峪长城的地势险峻与磅礴气势。

### 公交车
1. 在北京地铁东直门站附近的东直门外公交停车场乘坐慕田峪旅游专线车可直达景区，发车时间为每日上午8:30发车  下午16:00从慕田峪景区停车场返程。票价30元，只能使用人民币现金购票。
2. 在北京地铁东直门站附近的东直门公交枢纽站乘坐916快车（东直门首班车5:50，怀柔汽车站末班车18:50）。916路快不能直达景区，到怀柔北大街站过马路换乘H24路到慕田峪长城站下车即可到达景区入口。但是请注意，H24路一天只有2班车，于家园发车时间为08:45和15:45，兴隆城发车时间为10:00和17:00
3. 在怀柔北大街站可以搭乘出租车前往景区。

### 自驾
- 驾车沿京承高速公路行驶，在北台路出口（13号）驶出高速，沿景区路标行驶到达景区。

### 直通巴士
有两家公司开通了开往慕田峪长成的直通车，分别是慕巴士和赞巴士。

## 票价
- 成人门票：人民幣45元
- 儿童门票：人民幣25元
- 学生门票：人民幣25元
- 成人索道(滑道)往返票：人民幣120元
- 成人索道(滑道)单程票：人民幣100元
- 儿童索道(滑道)往返票：人民幣40元
- 儿童索道(滑道)单程票：人民幣30元

## 景区风光

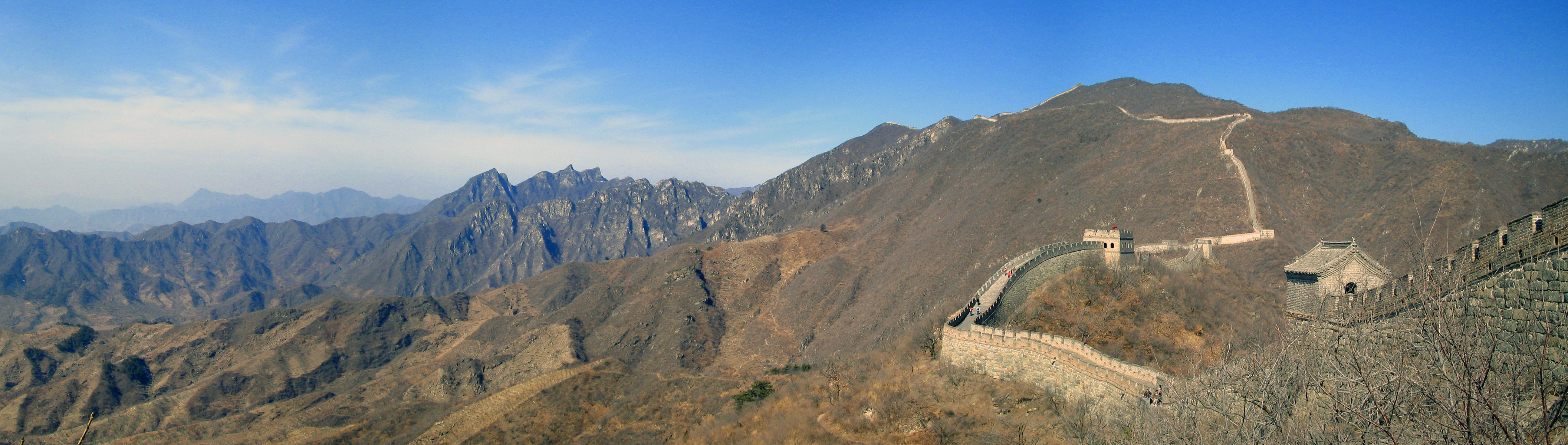
慕田峪长城及群山的180度全景图
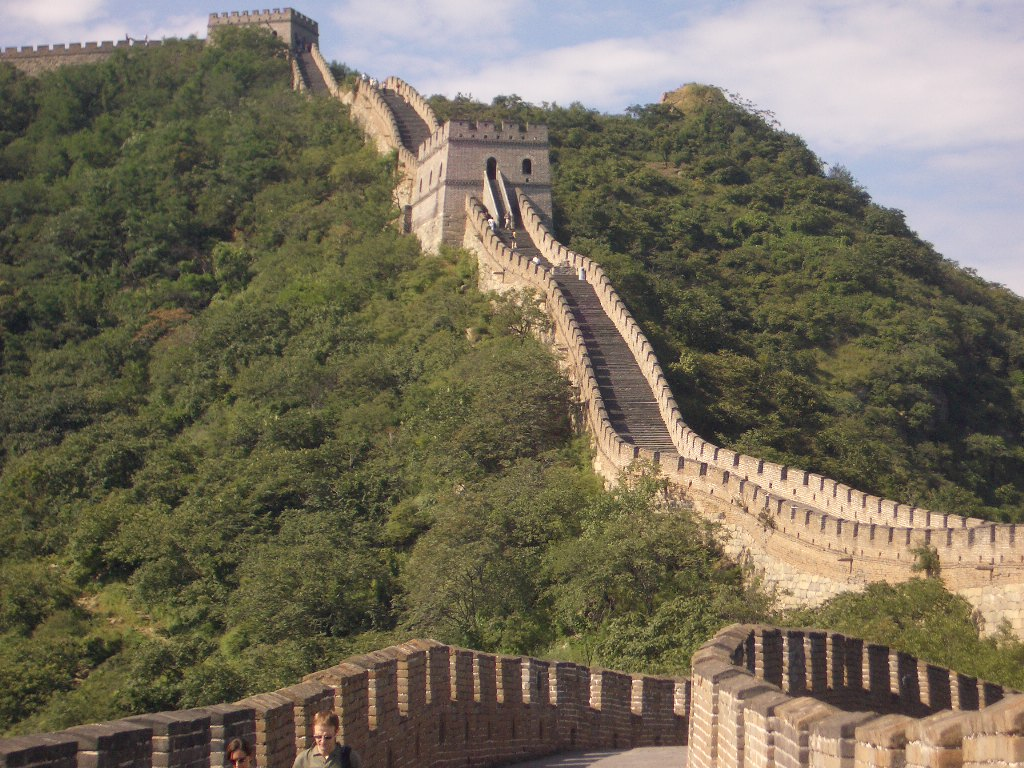
2004年9月的慕田峪长城
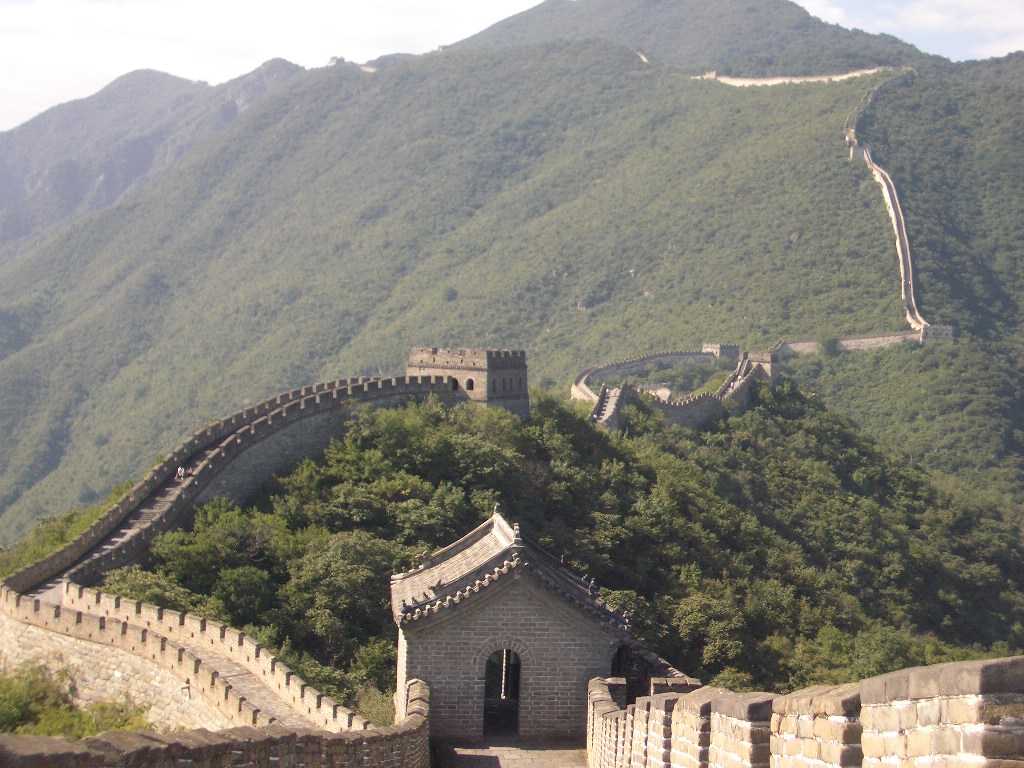
2004年9月的长城
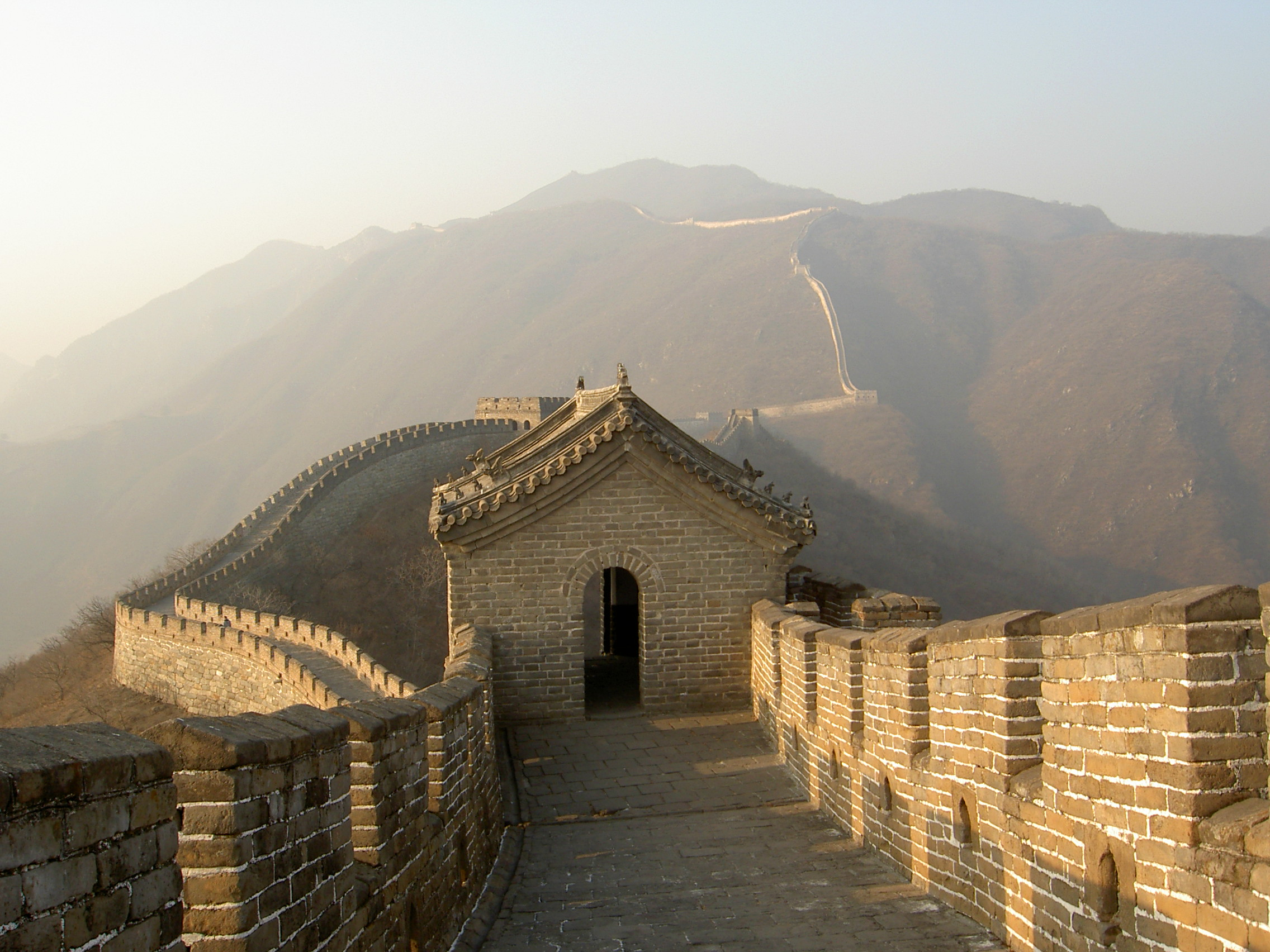
2005年底的慕田峪
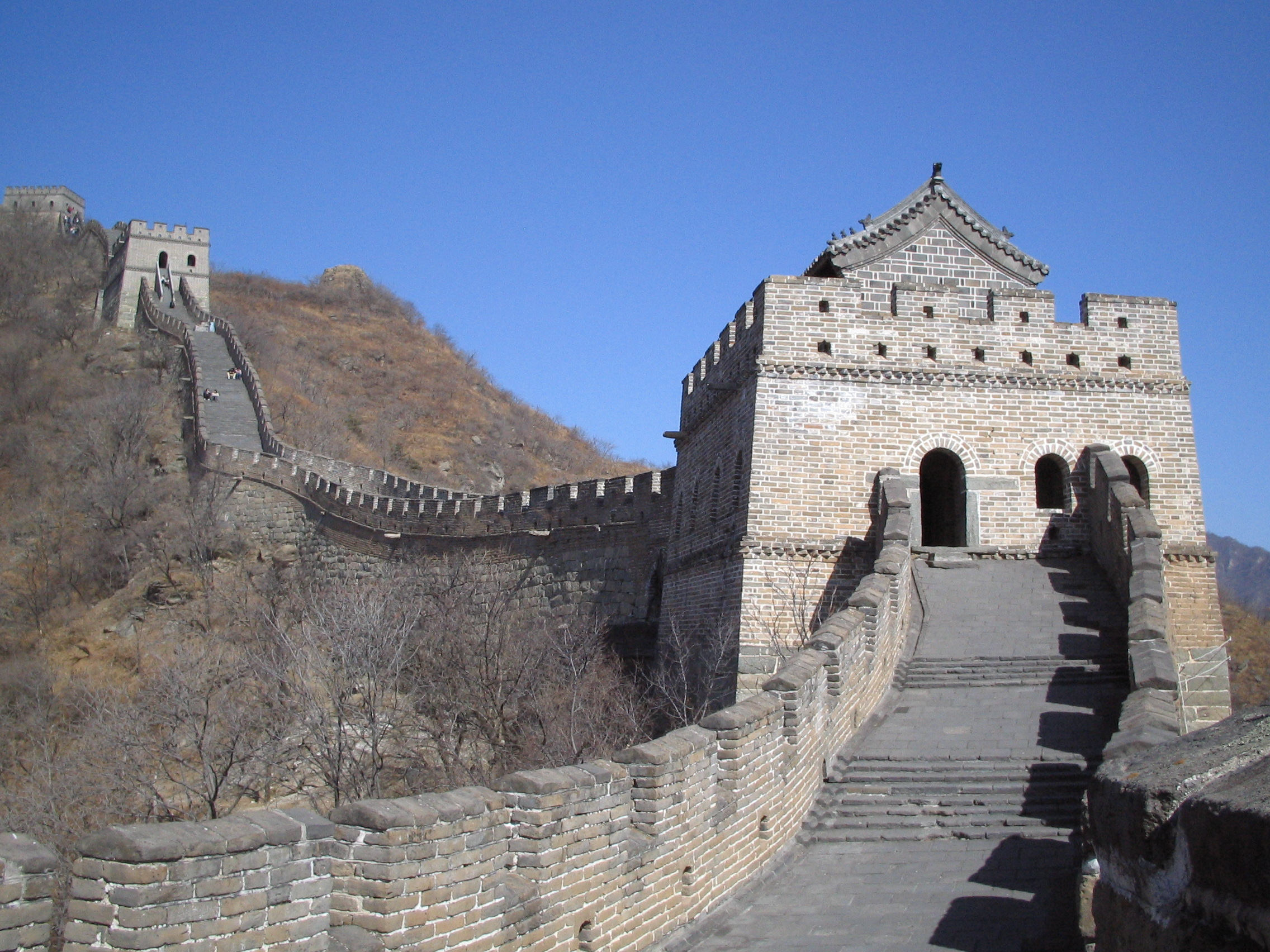
2006年3月的慕田峪
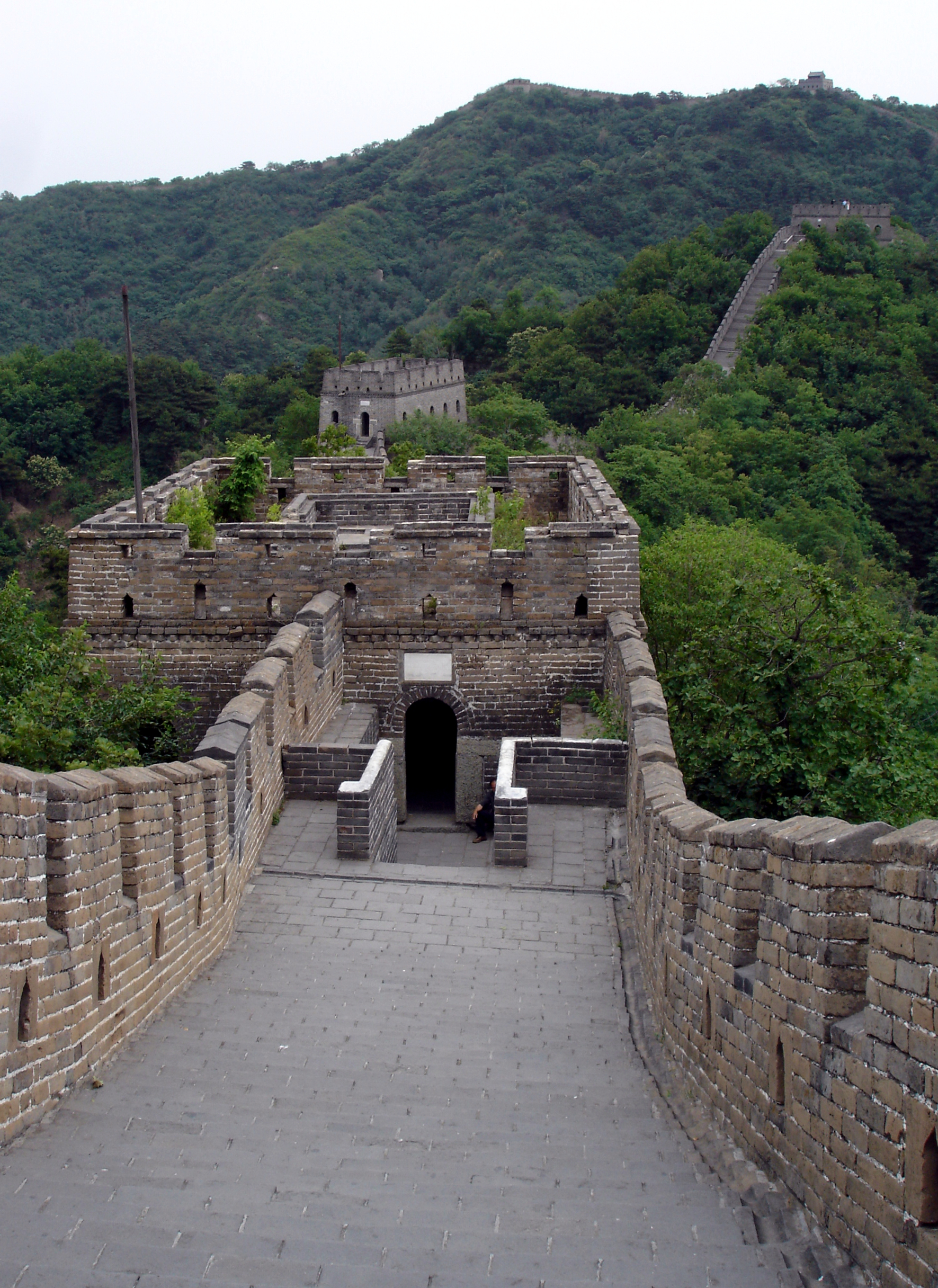
2006年夏季的慕田峪
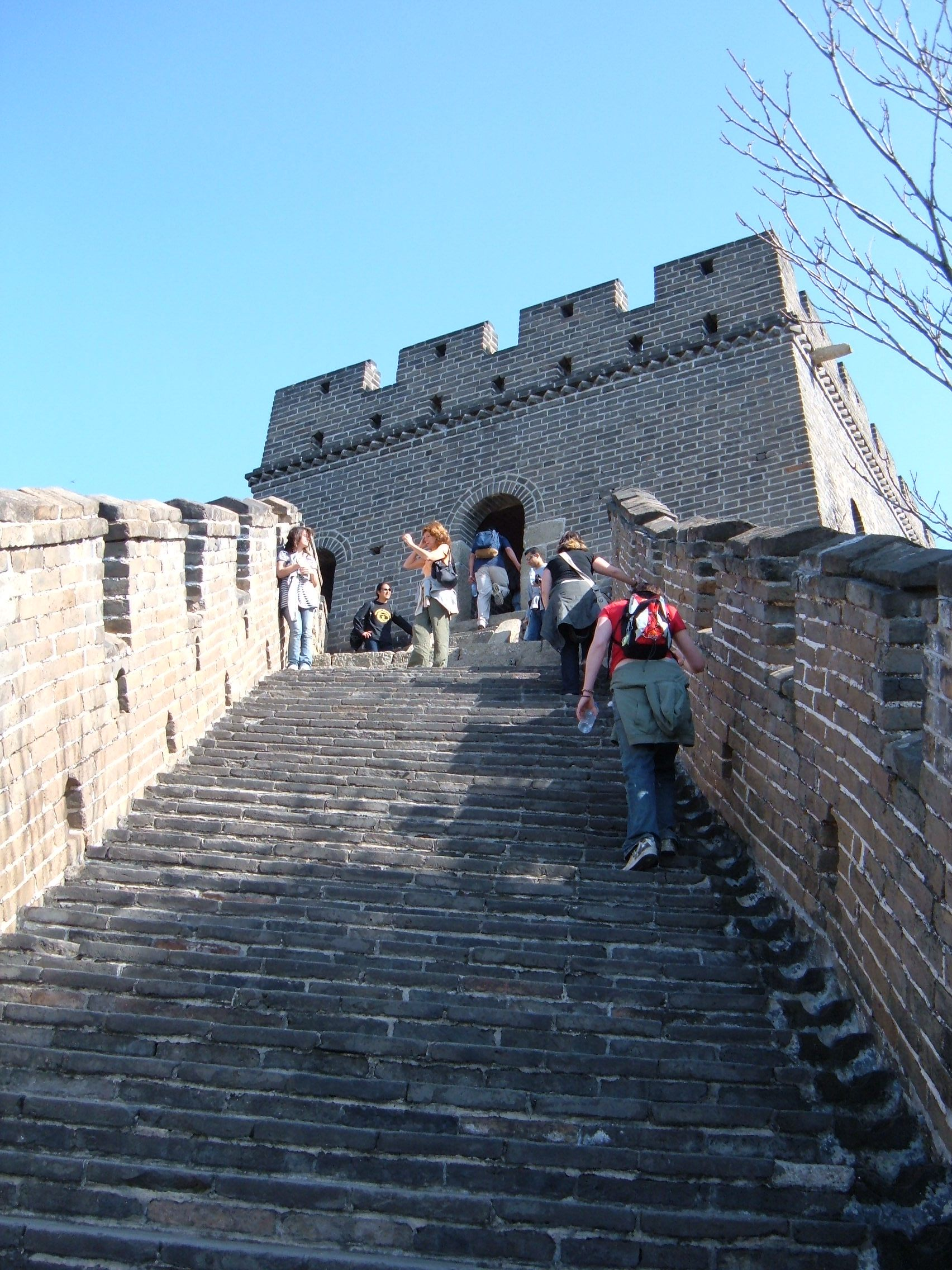
2007年10月底的慕田峪
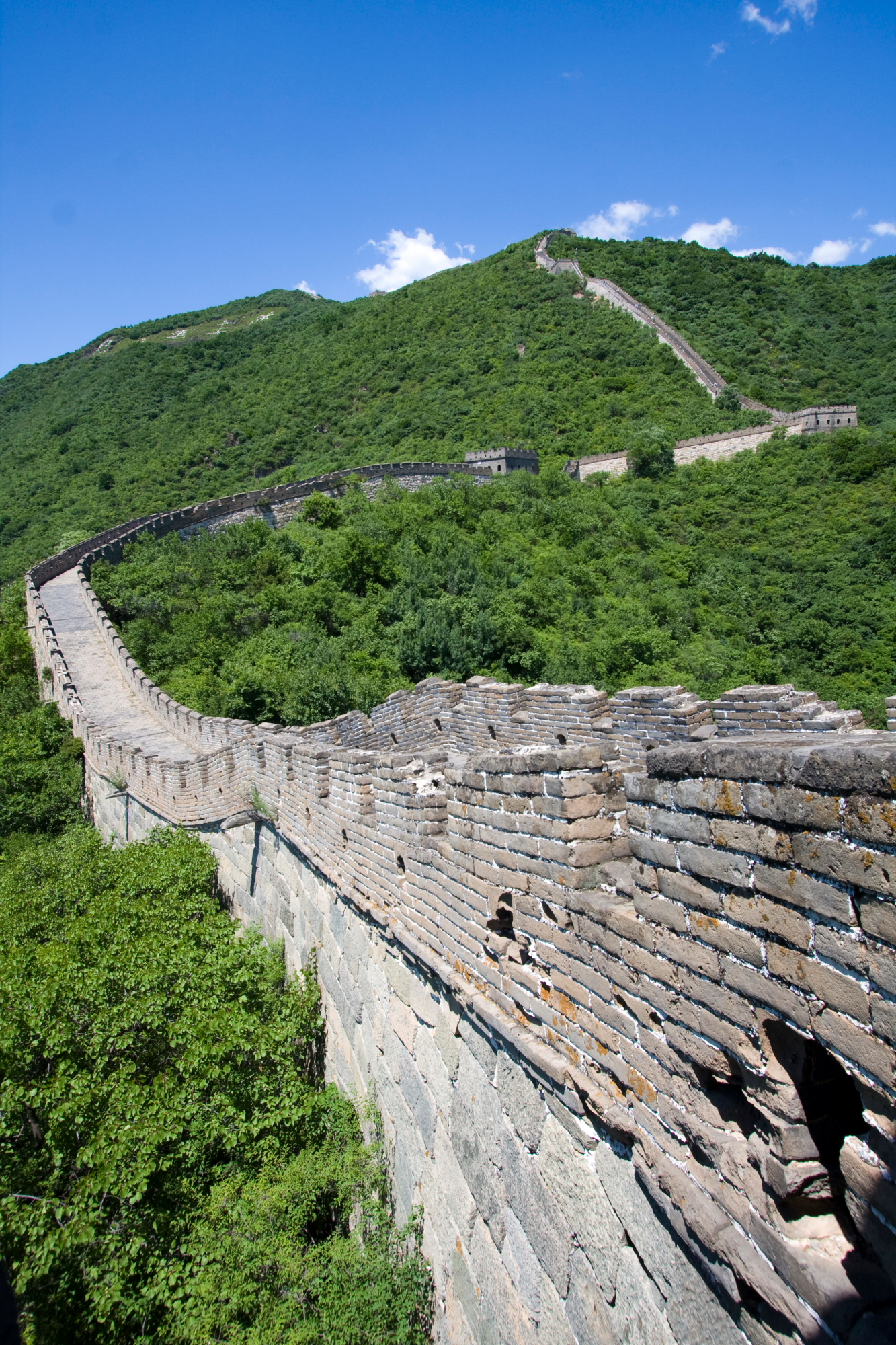
2009年夏季的慕田峪
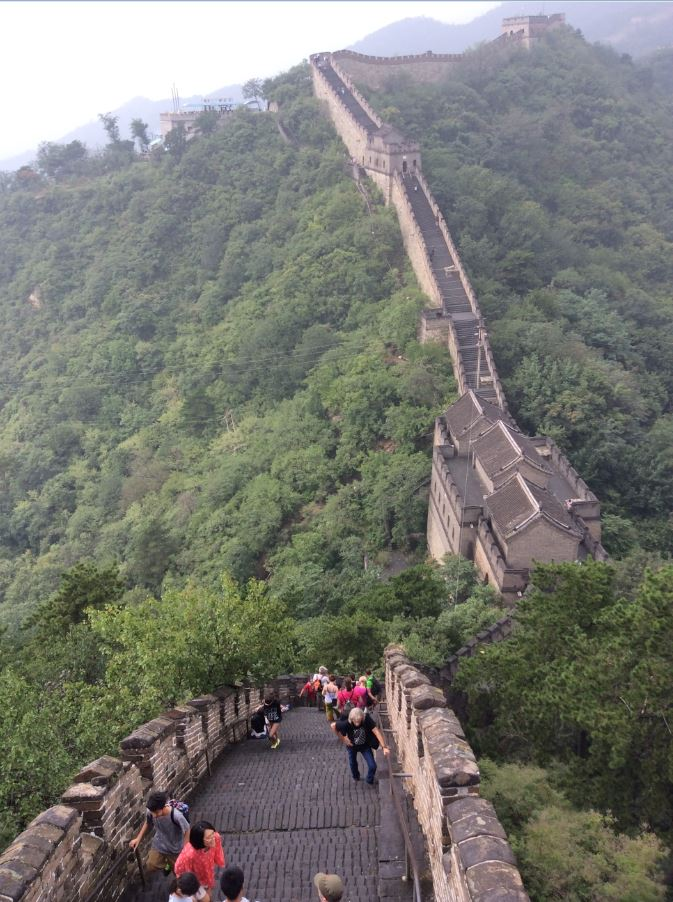
2014年9月的慕田峪
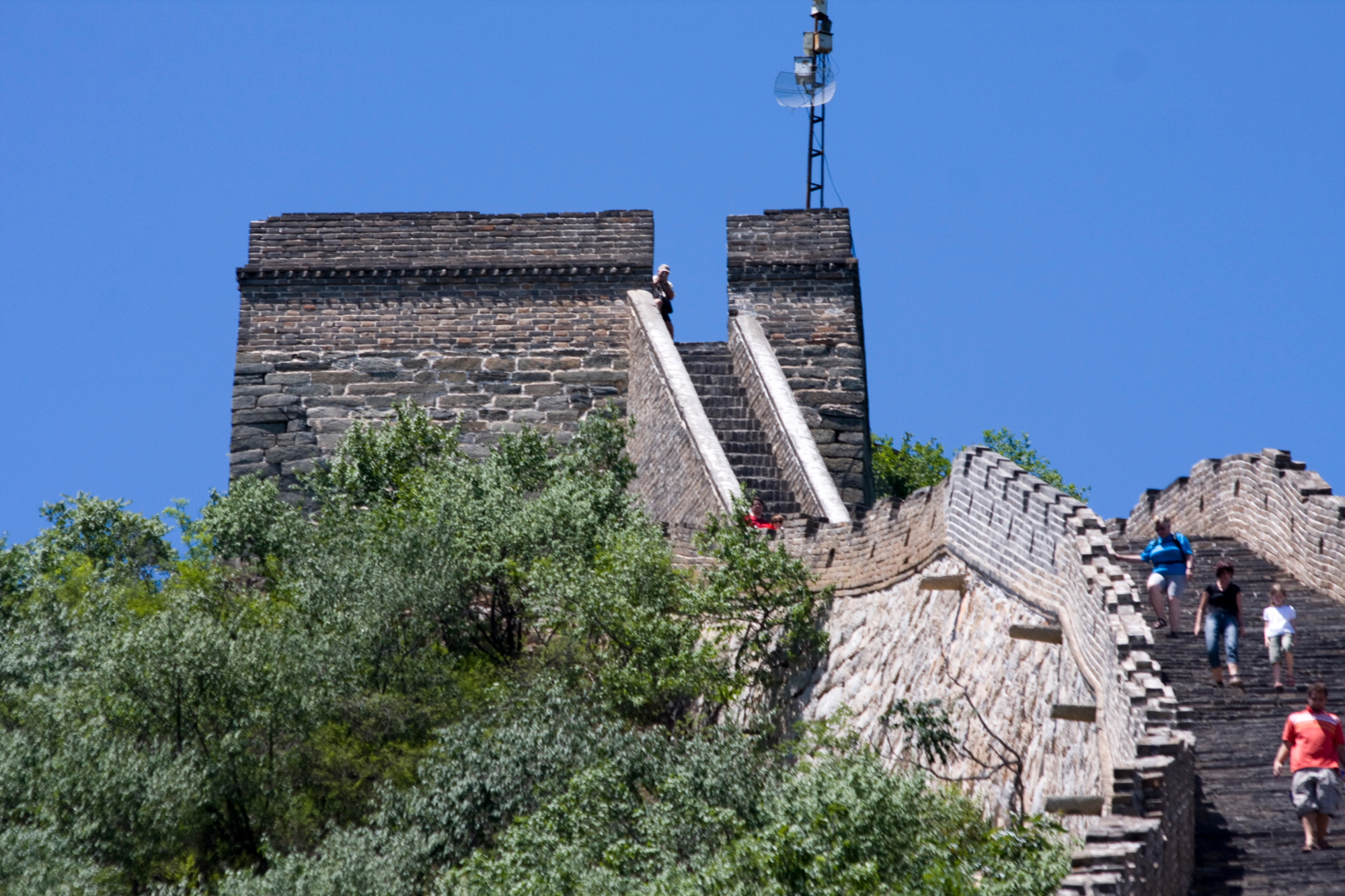
2009年夏季
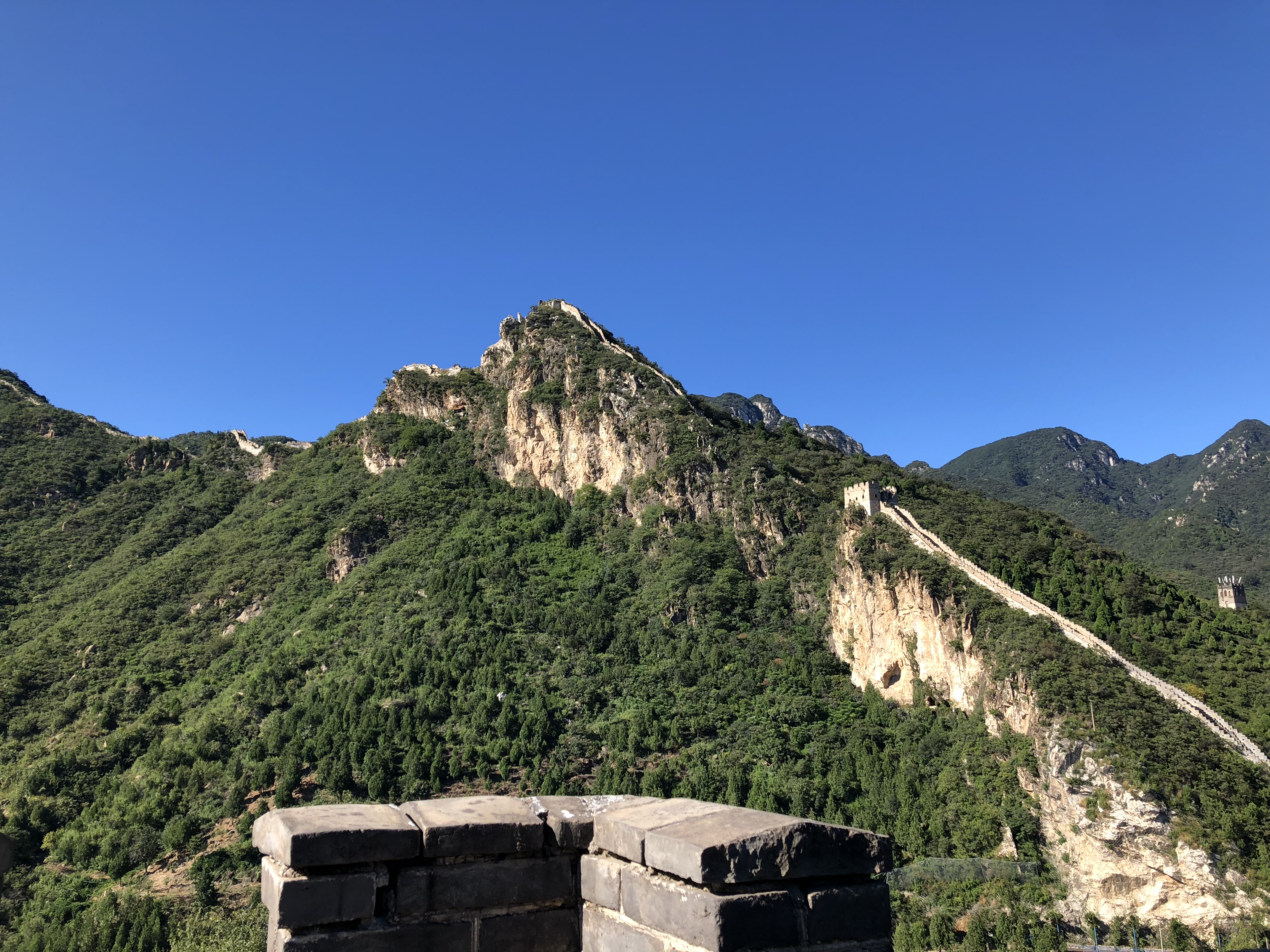
2018年9月
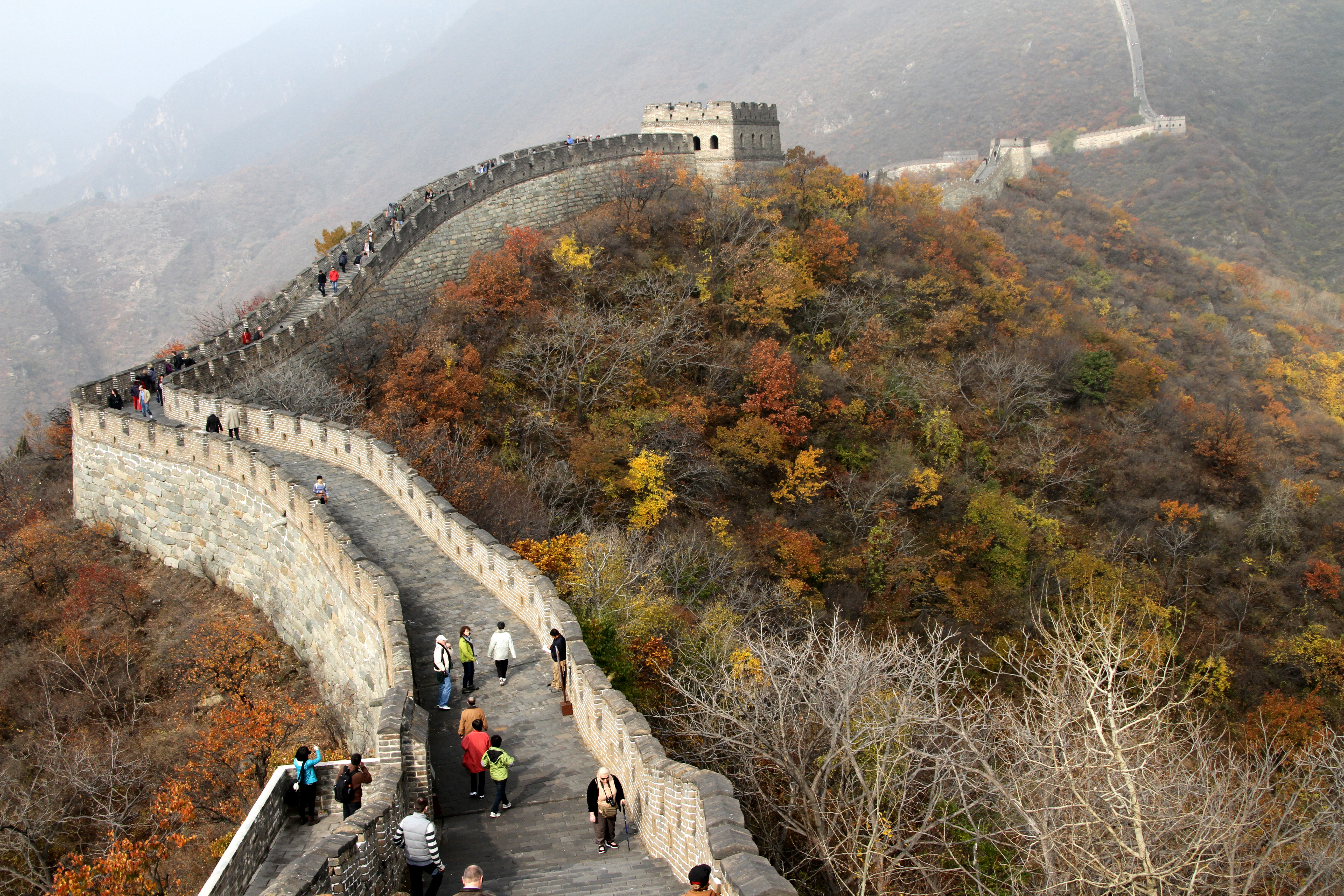
秋季的慕田峪
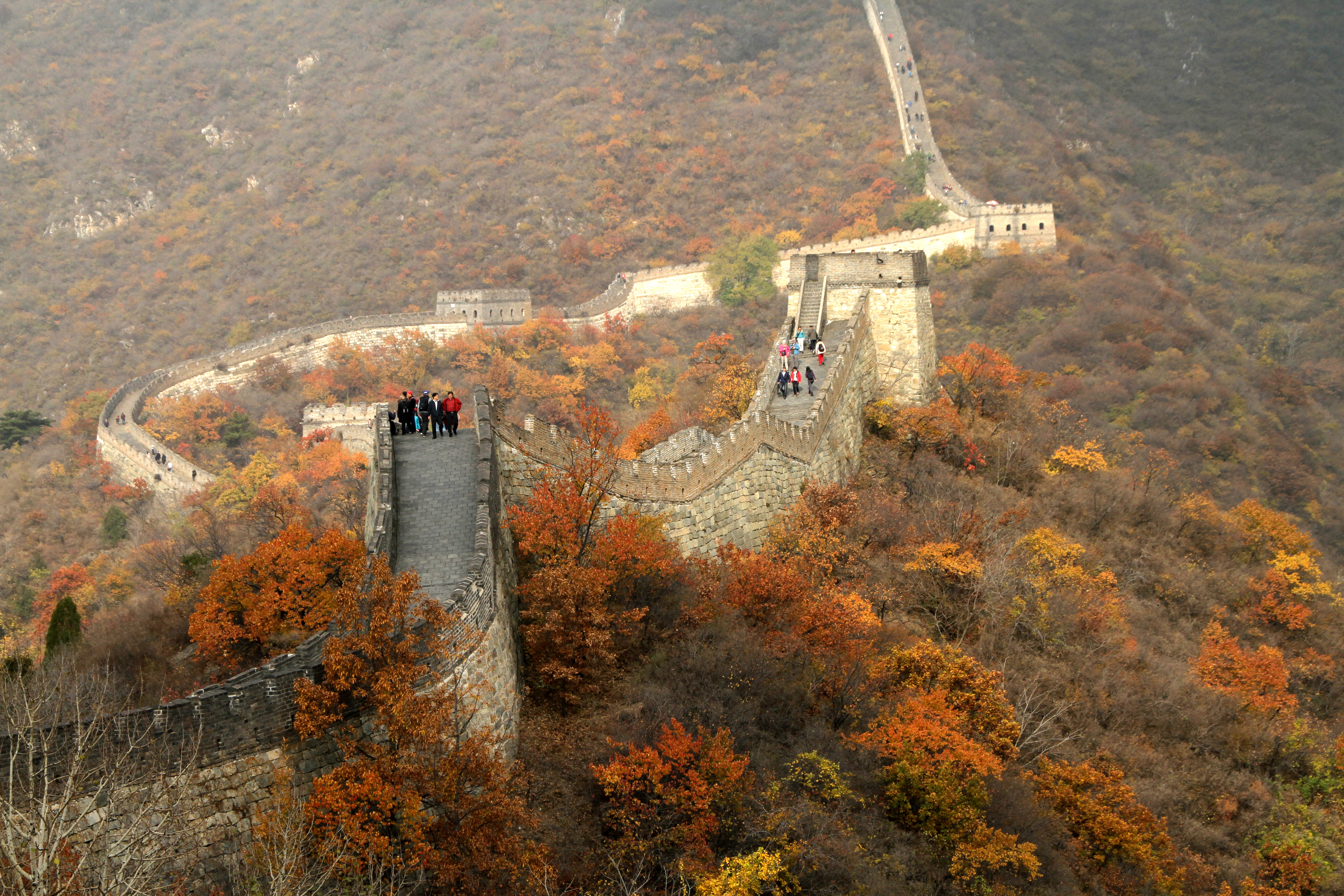
秋季的慕田峪
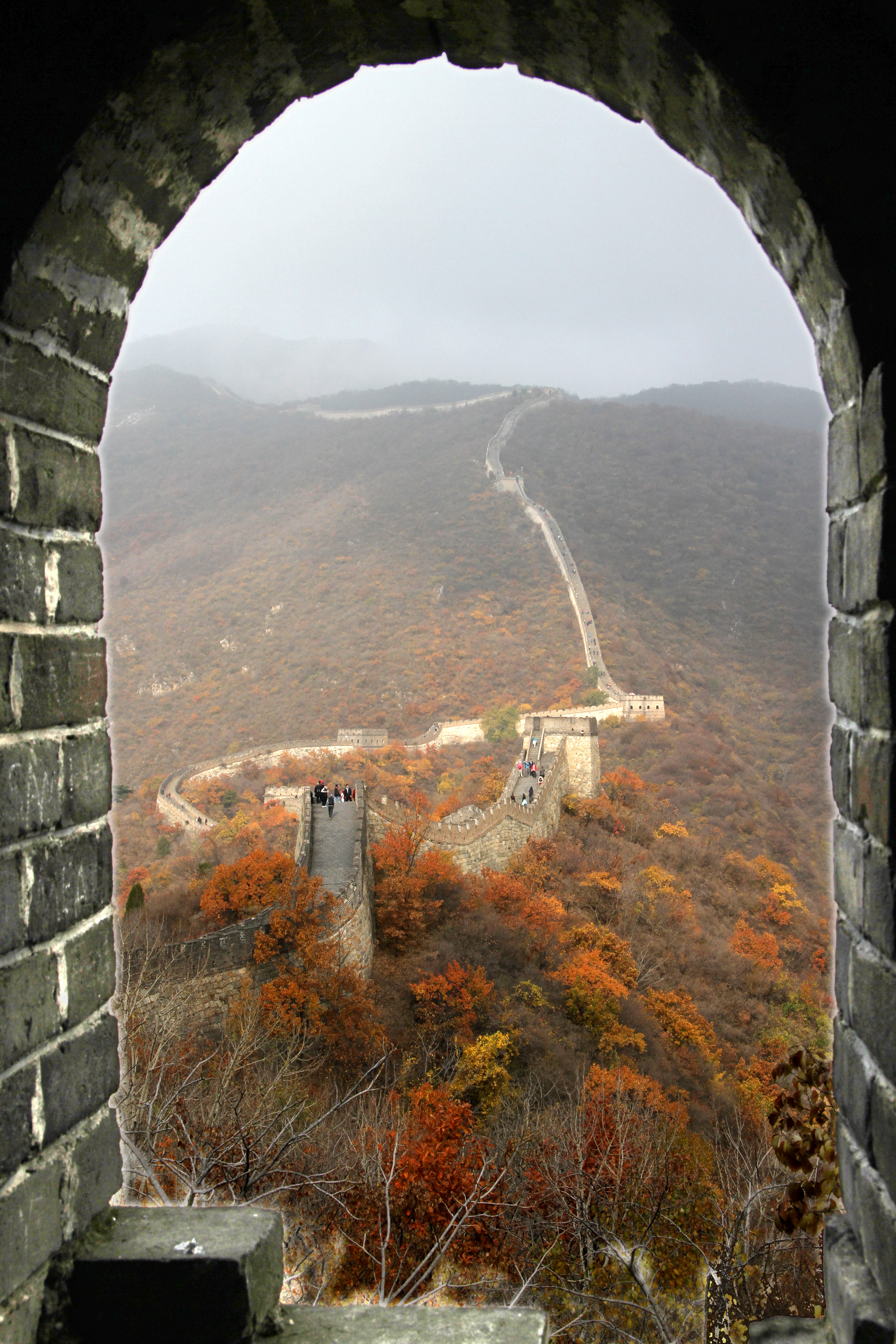
秋季的慕田峪
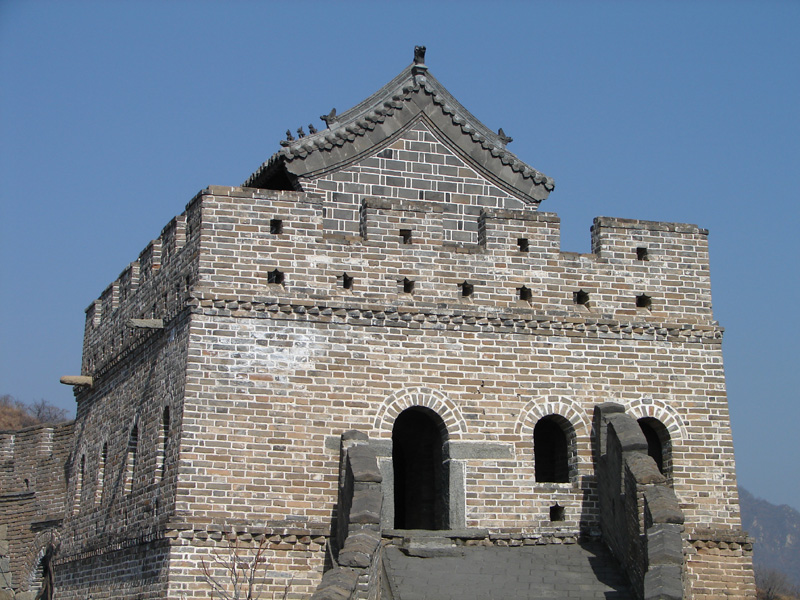
长城的敌楼
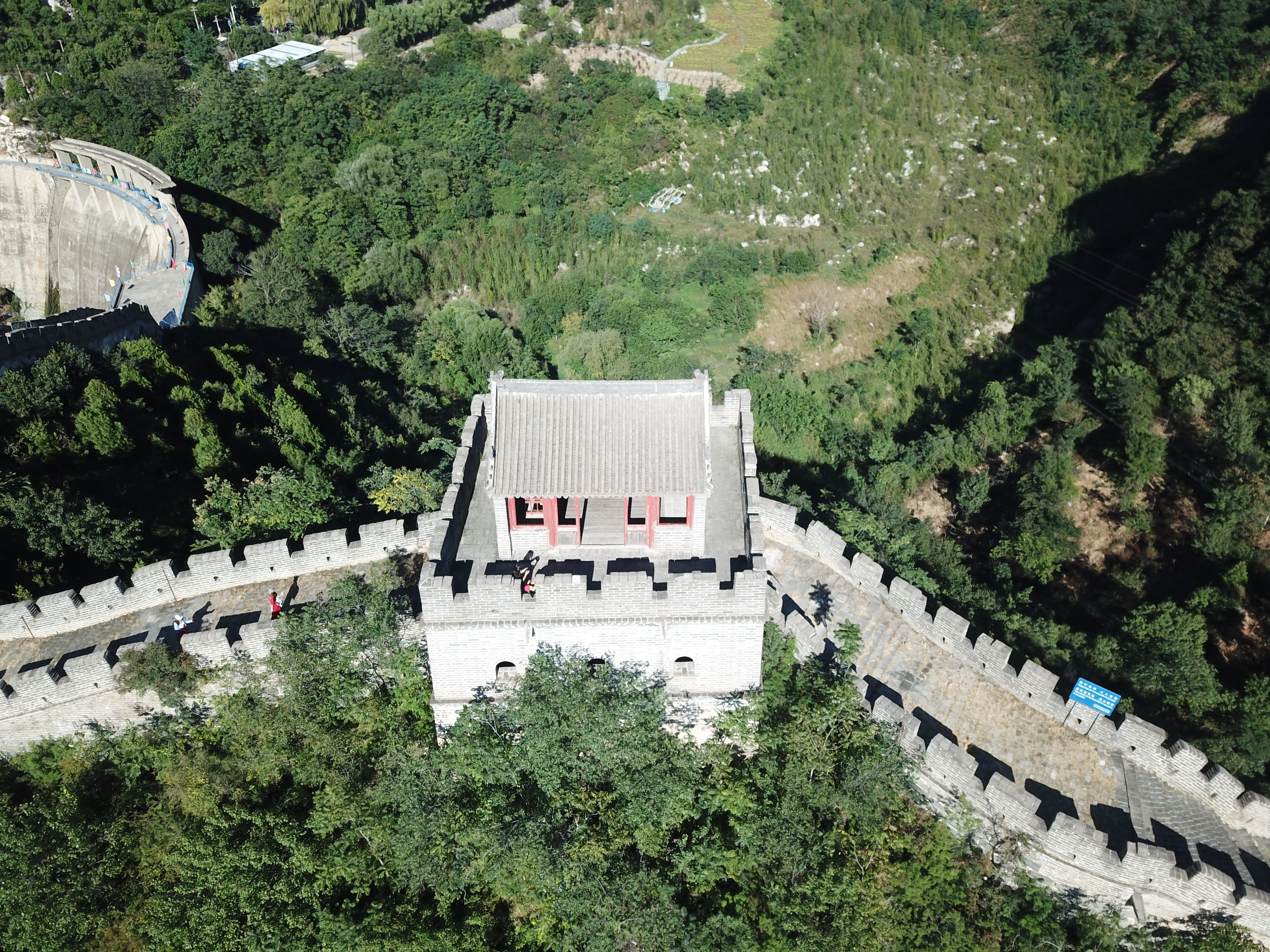
长城的敌楼
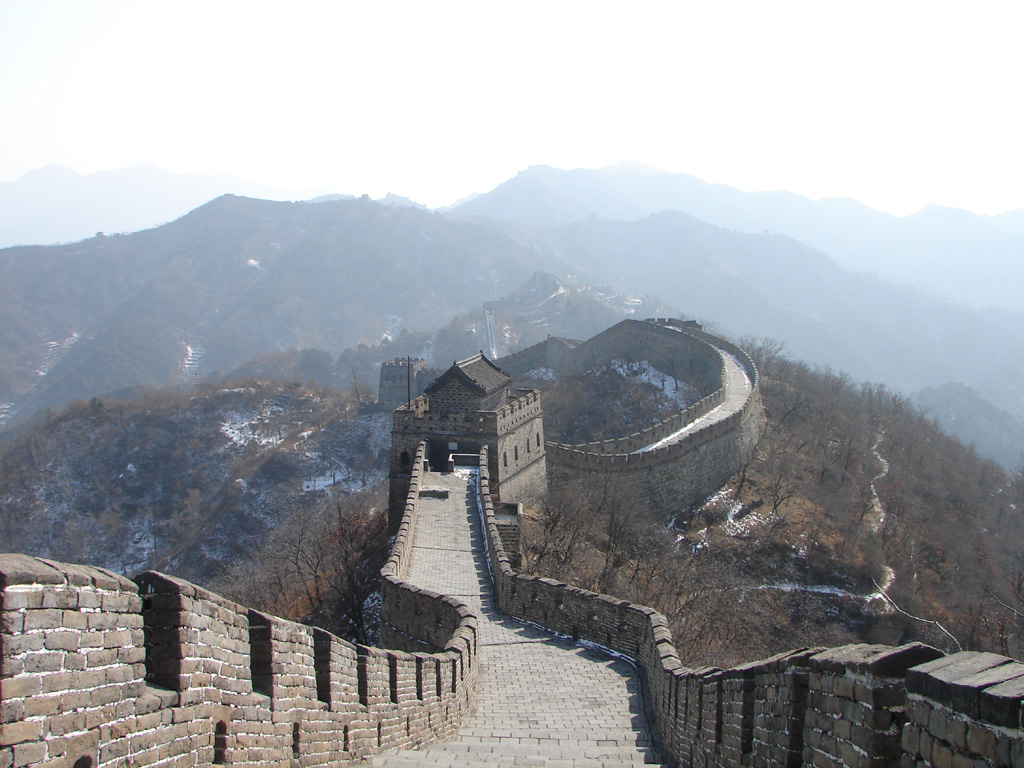
冬季的长城
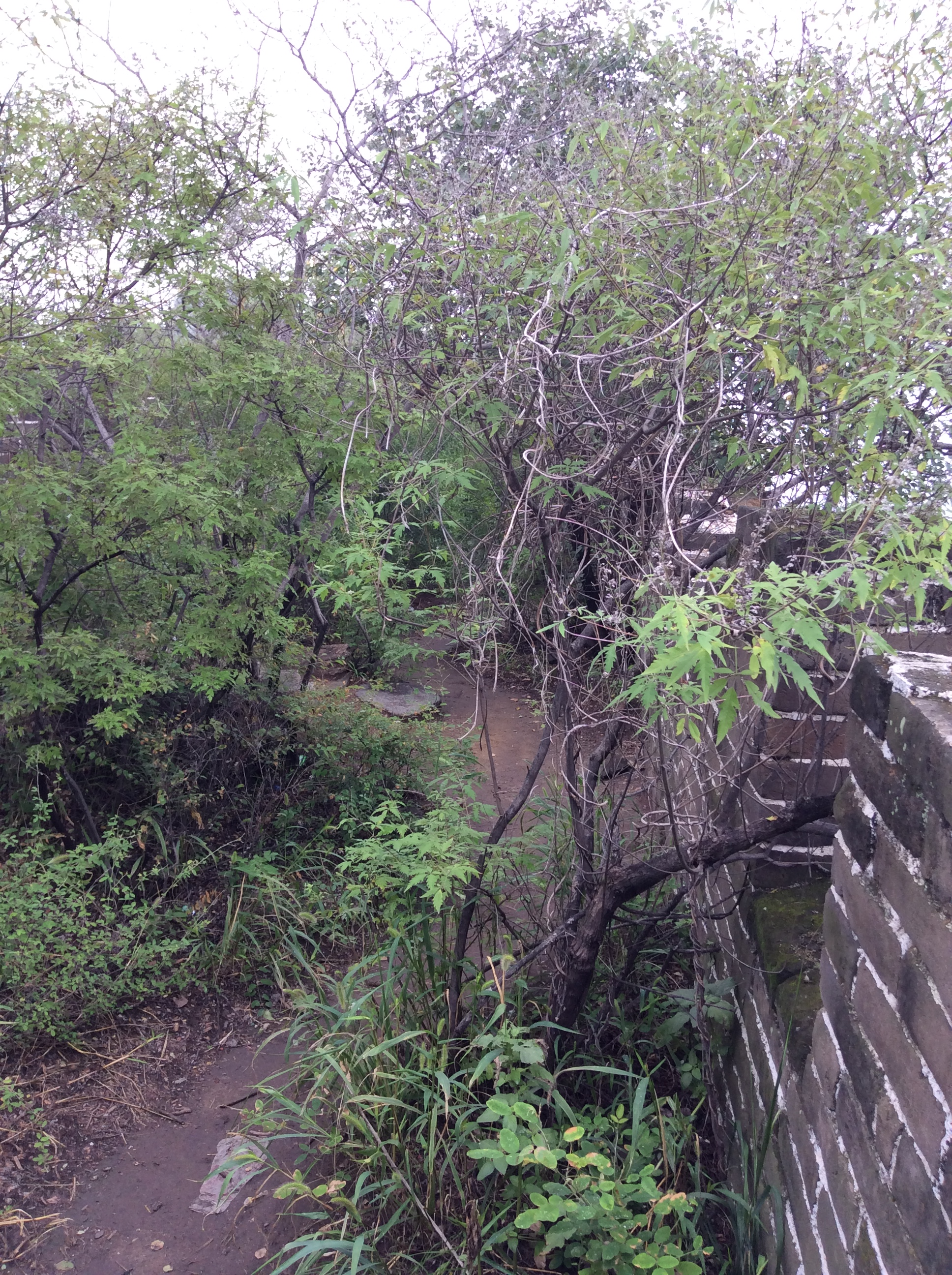
慕田峪长城未开发的路段
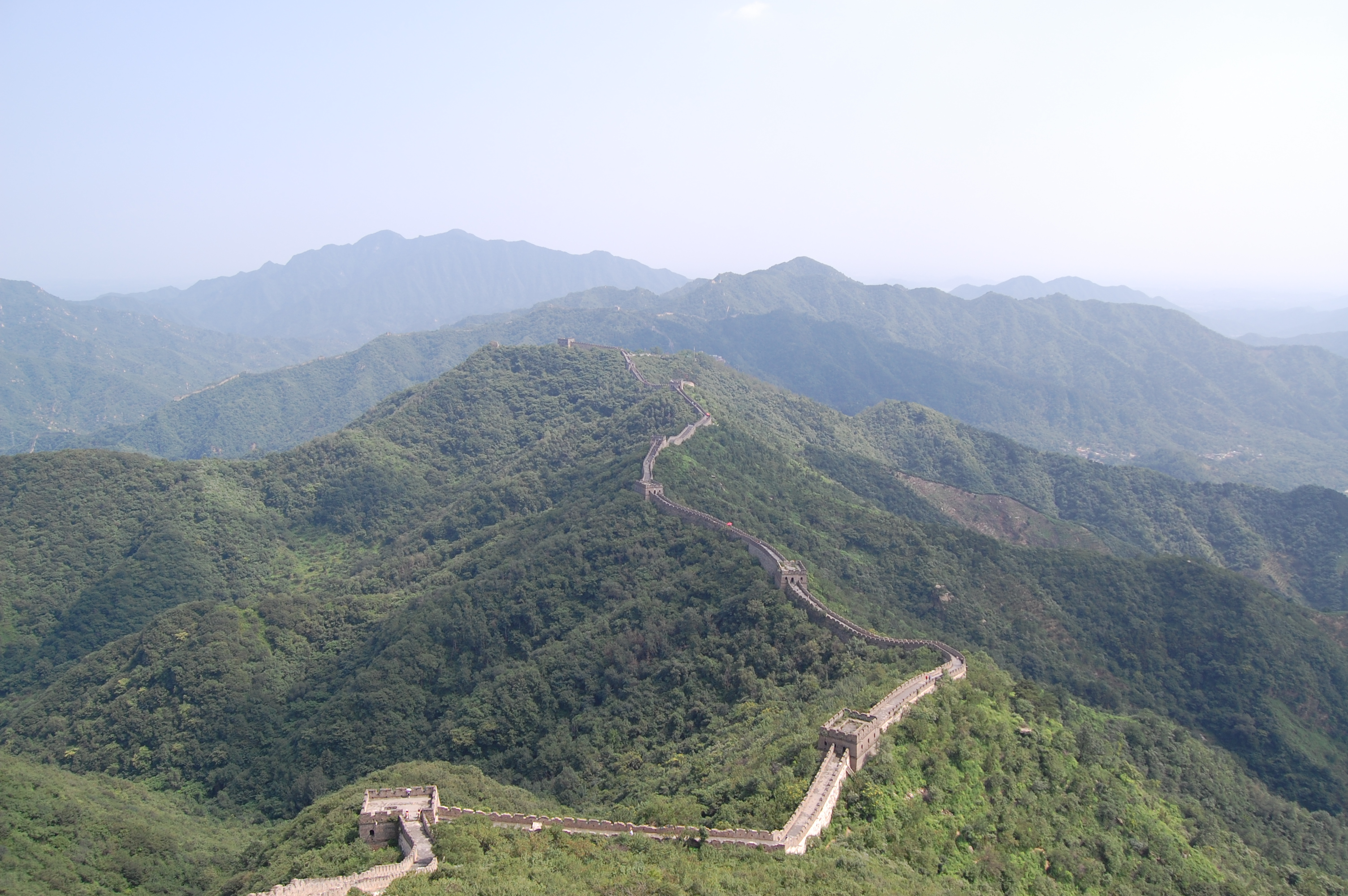
高点纵览全景
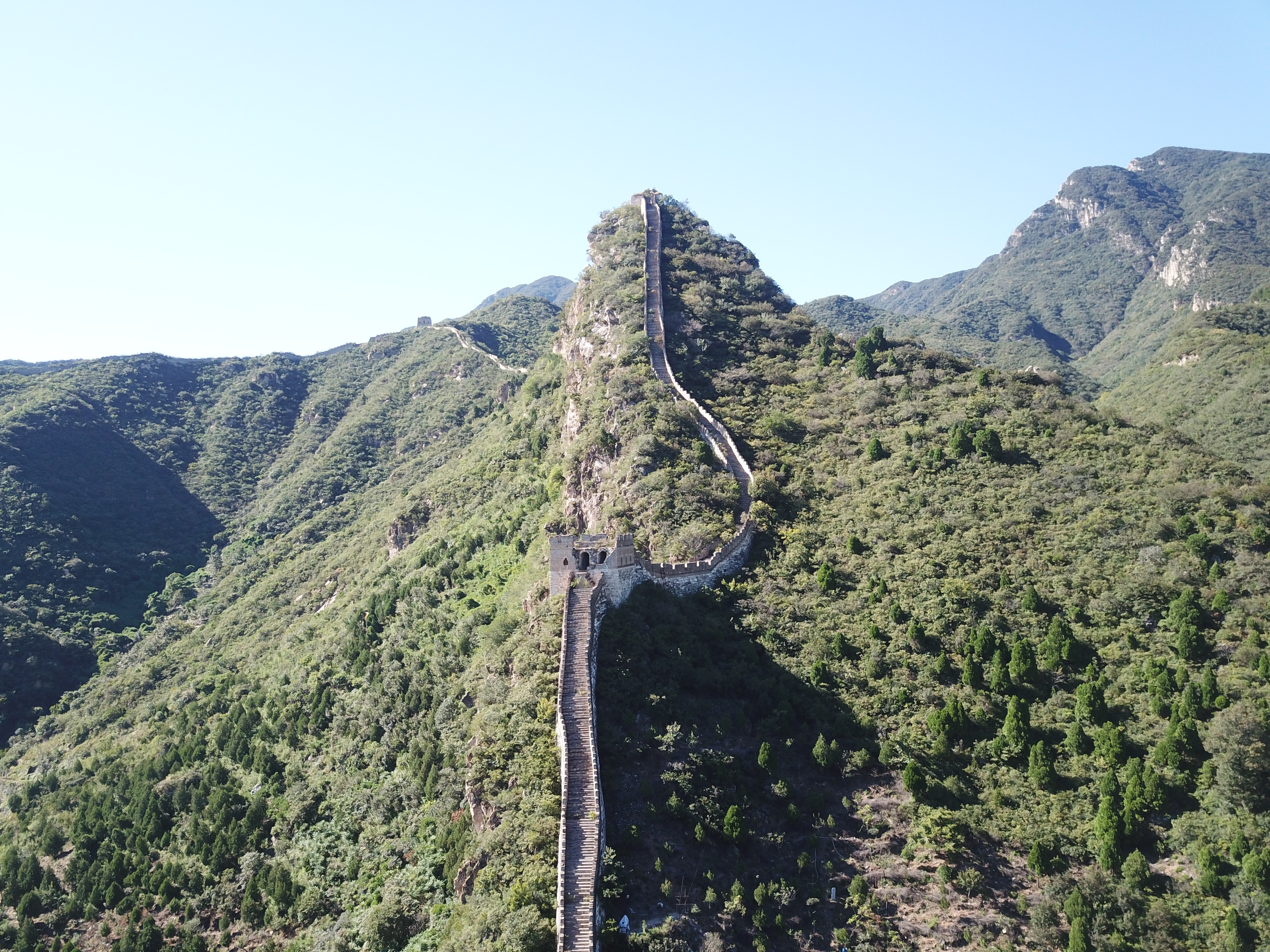
航拍2018年9月的慕田峪
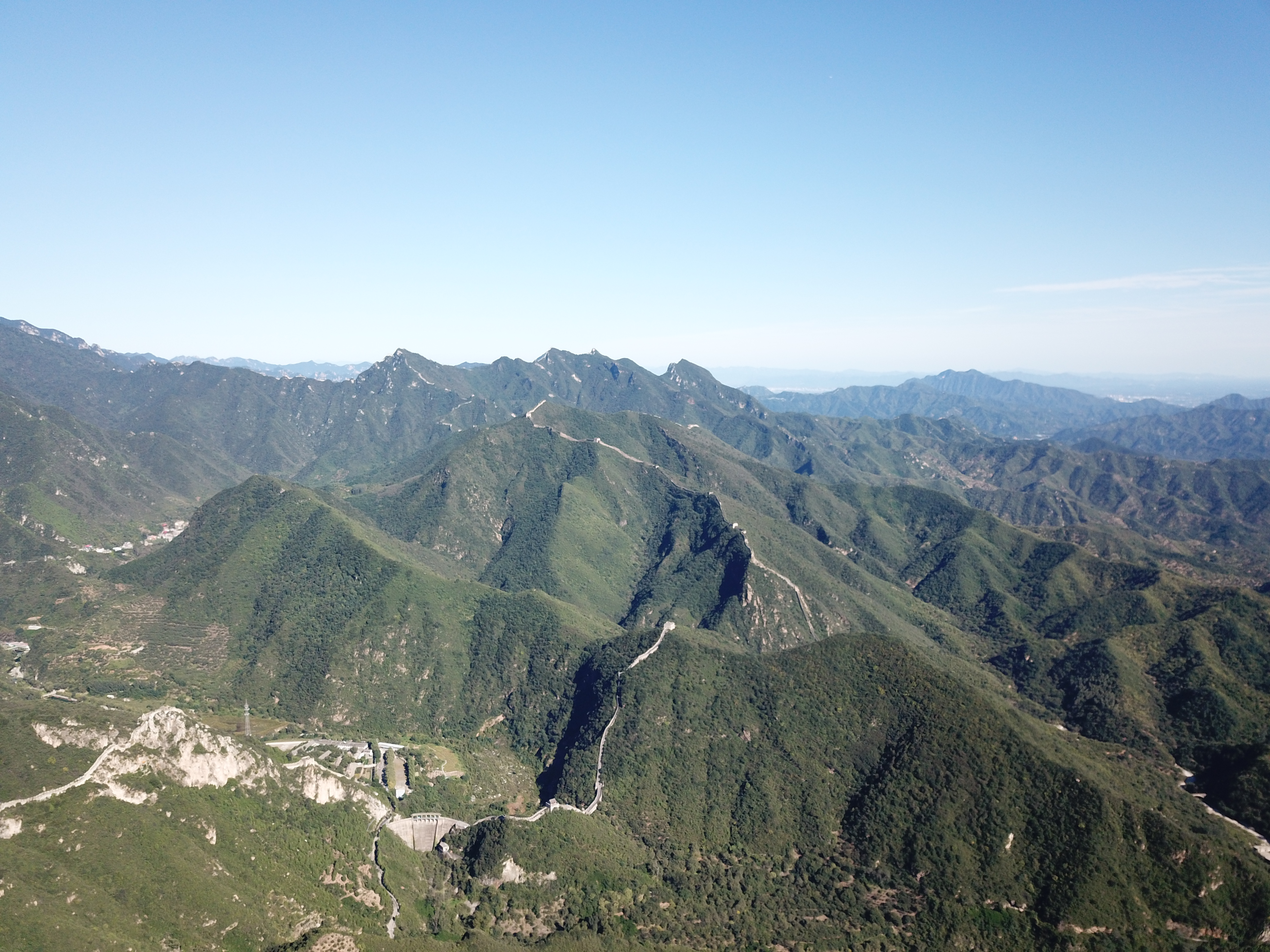
航拍2018年9月的慕田峪
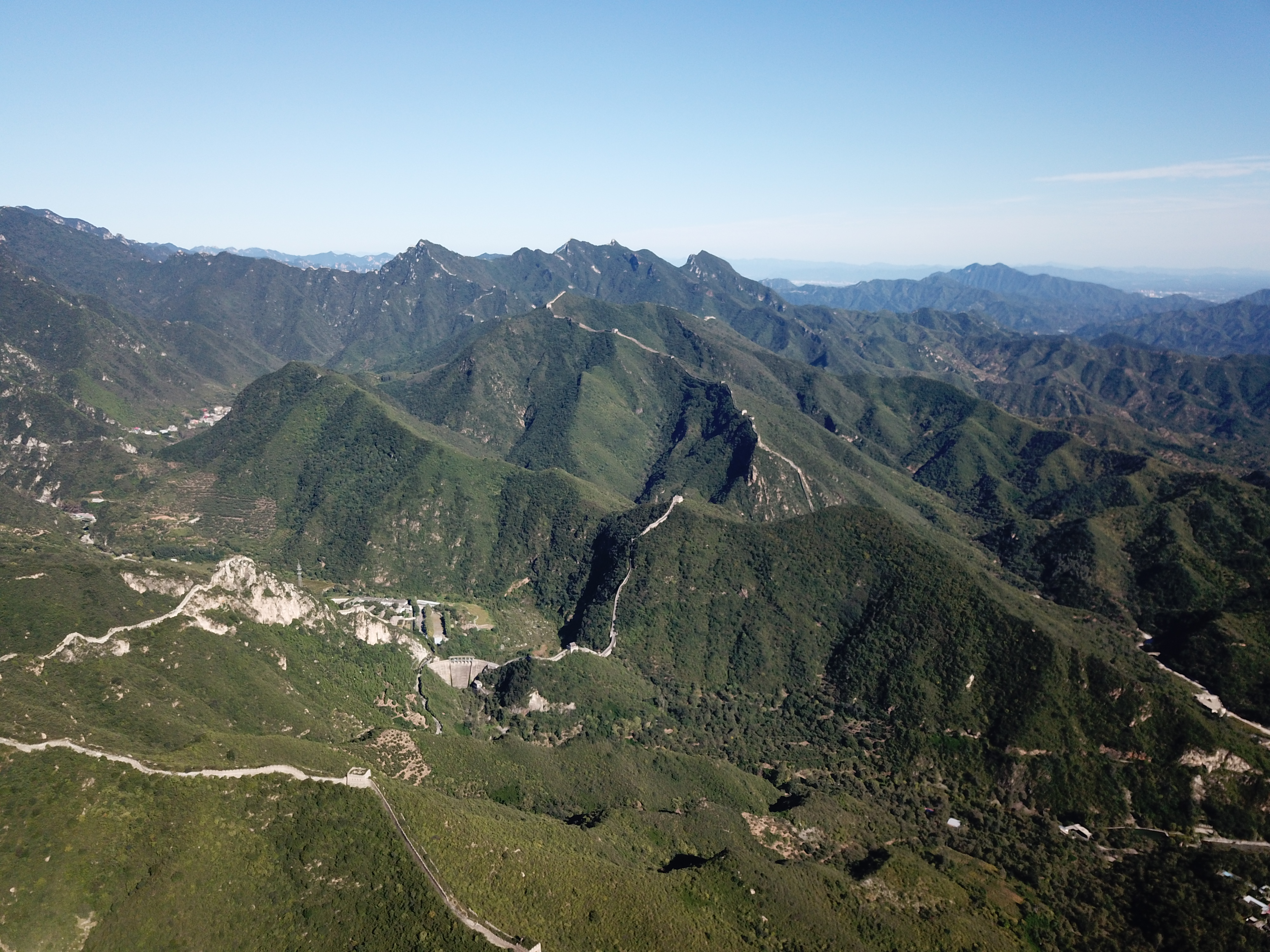
航拍2018年9月的慕田峪
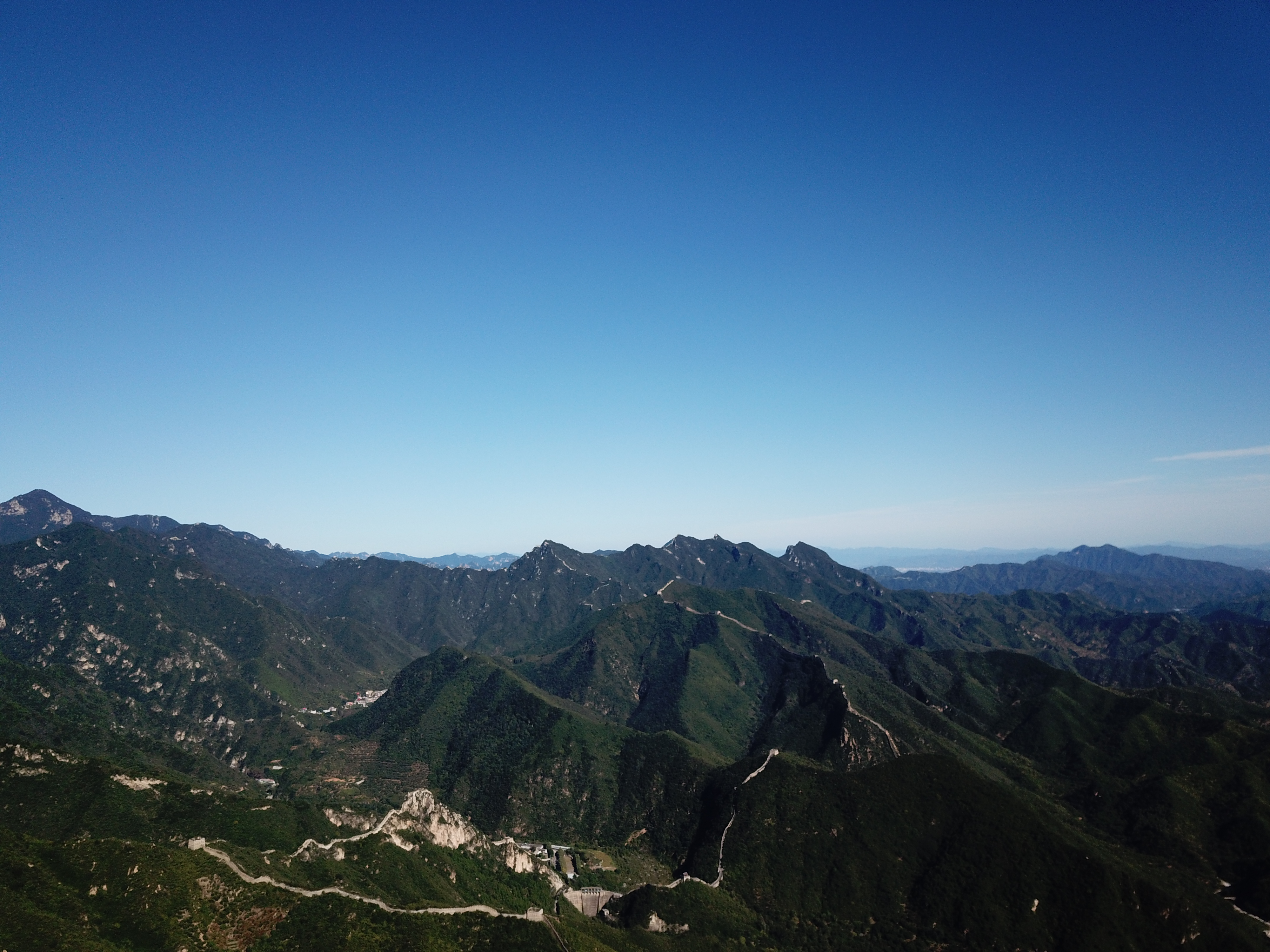
航拍2018年9月的慕田峪